# Olympische Winterspiele 1952/Eiskunstlauf
Bei den VI. Olympischen Winterspielen 1952 in Oslo fanden drei Wettbewerbe im Eiskunstlauf statt. Austragungsort war das Jordal Amfi.

## Bilanz

### Medaillenspiegel
| Platz | Land                   | Gold | Silber | Bronze | Gesamt |
| ----- | ---------------------- | ---- | ------ | ------ | ------ |
| 1     | Vereinigte Staaten     | 1    | 2      | 1      | 4      |
| 2     | BR Deutschland         | 1    | –      | –      | 1      |
| 2     | Vereinigtes Königreich | 1    | –      | –      | 1      |
| 4     | Österreich             | –    | 1      | –      | 1      |
| 5     | Frankreich             | –    | –      | 1      | 1      |
| 5     | Ungarn                 | –    | –      | 1      | 1      |

### Medaillengewinner
| Konkurrenz | Gold                  | Silber                        | Bronze                      |
| ---------- | --------------------- | ----------------------------- | --------------------------- |
| Herren     | Richard Button        | Helmut Seibt                  | James Grogan                |
| Damen      | Jeannette Altwegg     | Tenley Albright               | Jacqueline du Bief          |
| Paare      | Ria Baran / Paul Falk | Karol Kennedy / Peter Kennedy | Marianna Nagy / László Nagy |

## Ergebnisse
- K = Kür
- P = Pflicht
- Pz = Platzziffer
- Pkt. = Punkte

### Herren
| Platz | Land | Sportler           | P  | K  | Pz  | Pkt.    |
| ----- | ---- | ------------------ | -- | -- | --- | ------- |
| 1     | USA  | Richard Button     | 01 | 01 | 009 | 192,256 |
| 2     | AUT  | Helmut Seibt       | 02 | 05 | 023 | 180,144 |
| 3     | USA  | James Grogan       | 03 | 02 | 024 | 180,822 |
| 4     | USA  | Hayes Alan Jenkins | 05 | 03 | 040 | 174,589 |
| 5     | CAN  | Peter Firstbrook   | 04 | 04 | 043 | 173,122 |
| 6     | ITA  | Carlo Fassi        | 06 | 07 | 050 | 169,822 |
| 7     | FRA  | Alain Giletti      | 07 | 06 | 063 | 163,233 |
| 8     | GER  | Freimut Stein      | 08 | 08 | 072 | 155,956 |
| 9     | SUI  | François Pache     | 09 | 11 | 092 | 139,922 |
| 10    | AUS  | Adrian Swan        | 12 | 09 | 095 | 138,689 |
| 11    | AUT  | Kurt Oppelt        | 11 | 10 | 098 | 137,033 |
| 12    | HUN  | György Czakó       | 14 | 12 | 112 | 132,233 |
| 13    | FIN  | Kalle Tuulos       | 13 | 13 | 112 | 131,211 |
| 14    | DEN  | Per Cock-Clausen   | 10 | 11 | 112 | 133,722 |

Datum: Pflicht 19. Februar; Kür 21. Februar.
Der Wettbewerb bestand aus der Pflicht und einer fünfminütigen Kür. Die Leistungen wurden von neun Wertungsrichtern beurteilt.
Titelverteidiger Richard Button hatte schon nach der Pflicht (Platzziffer 9 / 111,133 Punkte) einen Respektabstand auf Seibt (18 / 106,411), sodass ihm der Olympiasieg nicht mehr zu nehmen war. Grogan (29 / 102,488) lag zwar vier Punkte hinter dem Österreicher, doch wurde damit gerechnet, dass der Amerikaner der viel bessere Kürläufer sei und daher für Seibt nur Bronze möglich wäre.
Button hatte seit seinem Olympiasieg die Herrenkonkurrenz dominiert und keinen einzigen Wettbewerb verloren. Trotz seines komfortablen Vorsprungs aus der Pflicht ruhte er sich in der Kür nicht aus. Er zeigte einen dreifachen Rittberger und war somit der erste Eiskunstläufer, der einen Dreifachsprung im Wettbewerb stand. Sein zweiter Olympiasieg war einstimmig und ungefährdet.
Enger ging es im Kampf um den zweiten Platz zu. Europameister Helmut Seibt gewann die Silbermedaille mit dem geringstmöglichen Abstand von einer Platzziffer (mit vier zu drei) vor James Grogan. Vier der neun Preisrichter gaben Seibt Rang 2, fünf den dritten Platz, was die Platzziffer 23 ergab. Grogan erhielt nur dreimal den zweiten Platz, sechsmal den dritten, was zur Platzziffer 24 führte. Der 18-jährige Hayes Alan Jenkins wurde Vierter; er sollte vier Jahre später der nächste Olympiasieger werden. Auf Platz fünf folgte der Kanadier Peter Firstbrook, für den es das beste Resultat seiner Karriere darstellte. Zweitbester Europäer war auf dem sechsten Platz der Italiener Carlo Fassi, vor dem Franzosen Alain Giletti.

### Damen
| Platz | Land | Sportlerin         | P  | K             | Pz            | Pkt.          |
| ----- | ---- | ------------------ | -- | ------------- | ------------- | ------------- |
| 1     | GBR  | Jeannette Altwegg  | 01 | 04            | 014           | 161,756       |
| 2     | USA  | Tenley Albright    | 02 | 03            | 022           | 159,133       |
| 3     | FRA  | Jacqueline du Bief | 04 | 02            | 024           | 158,000       |
| 4     | USA  | Sonya Klopfer      | 03 | 05            | 033           | 154,633       |
| 5     | USA  | Virginia Baxter    | 08 | 01            | 050           | 152,211       |
| 6     | CAN  | Suzanne Morrow     | 06 | 07            | 056           | 149,333       |
| 7     | GBR  | Barbara Wyatt      | 05 | 11            | 063           | 148,378       |
| 8     | GER  | Gundi Busch        | 10 | 06            | 075           | 146,289       |
| 9     | CAN  | Marlene Smith      | 11 | 09            | 092           | 143,289       |
| 10    | GER  | Erika Kraft        | 09 | 10            | 089           | 143,767       |
| 11    | GBR  | Valda Osborn       | 07 | 13            | 089           | 144,767       |
| 12    | GER  | Helga Dudzinski    | 12 | 08            | 103           | 142,767       |
| 13    | CAN  | Vera Smith         | 13 | 15            | 117           | 138,220       |
| 14    | AUS  | Nancy Burley       | 17 | 14            | 135           | 135,633       |
| 15    | SUI  | Susi Wirz          | 15 | 17            | 136           | 135,578       |
| 16    | AUT  | Annelies Schilhan  | 19 | 12            | 140           | 134,744       |
| 17    | GBR  | Patricia Devries   | 14 | 20            | 148           | 132,811       |
| 18    | SUI  | Yolande Jobin      | 16 | 16            | 151           | 132,478       |
| 19    | AUT  | Sissy Schwarz      | 22 | 18            | 178           | 126,878       |
| 20    | FIN  | Leena Pietilä      | 20 | 21            | 185           | 124,733       |
| 21    | AUS  | Gweneth Molony     | 18 | 22            | 190           | 124,344       |
| 22    | NED  | Lidy Stoppelman    | 21 | 23            | 193           | 123,544       |
| 23    | HUN  | Eszter Jurek       | 24 | 19            | 199           | 121,478       |
| 24    | NOR  | Ingeborg Nilsson   | 25 | 24            | 215           | 113,322       |
|       | NOR  | Bjørg Løhnner Øien | 23 | zurückgezogen | zurückgezogen | zurückgezogen |

Datum: Pflicht 16./17. Februar; Kür 21. Februar 1952
Der Wettbewerb bestand aus der Pflicht und einer fünfminütigen Kür. Die Leistungen wurden von neun Wertungsrichtern beurteilt.
Nach der Kür führte Altwegg mit 97,822 Punkten und Platzziffer 10 vor Albright (93,200 / 21,5), Klopfer (90,967 / 30,0) und Du Brief (90,467 / 38,0).

### Paare
| Platz | Land | Paar                                | Pz   | Pkt.   |
| ----- | ---- | ----------------------------------- | ---- | ------ |
| 1     | GER  | Ria Baran / Paul Falk               | 11,5 | 11,400 |
| 2     | USA  | Karol Kennedy / Peter Kennedy       | 17,5 | 11,178 |
| 3     | HUN  | Marianna Nagy / László Nagy         | 31,0 | 10,822 |
| 4     | GBR  | Jennifer Nicks / John Nicks         | 39,0 | 10,600 |
| 5     | CAN  | Frances Dafoe / Norris Bowden       | 48,0 | 10,489 |
| 6     | USA  | Janet Gerhauser / John Nightingale  | 54,0 | 10,289 |
| 7     | SUI  | Silvia Grandjean / Michel Grandjean | 53,0 | 10,300 |
| 8     | GER  | Inge Minor / Hermann Braun          | 73,5 | 09,089 |
| 9     | AUT  | Sissy Schwarz / Kurt Oppelt         | 83,0 | 09,469 |
| 10    | HUN  | Éva Szöllősi / Gábor Vida           | 91,5 | 09,244 |
| 11    | GBR  | Peri Horne / Raymond Lockwood       | 94,0 | 09,133 |
| 12    | SWE  | Britta Lindmark / Ulf Berendt       | 106  | 08,756 |
| 13    | NOR  | Bjørg Skjælaaen / Reidar Børjeson   | 117  | 08,346 |

Datum: 22. Februar 1952
Der Wettbewerb bestand aus einer fünfminütigen Kür. Die Leistungen wurden von neun Wertungsrichtern beurteilt.
Stellungnahme durch den Vertreter des Schweizer Eislaufverbandes:

Dr. Arnold Huber vom Schweizer Eislaufverband stellte in einem Rückblick im Sport Zürich vom 27. Februar 1952 fest, dass im Eiskunstlauf die Preisrichter den beiden Schweizer Vertreterinnen die ihren Leistungen entsprechenden Benotungen zugesprochen haben, auch habe sich François Pache als zuverlässiger Kämpfer erwiesen. Mit der Wertung des Grandjean-Paares „gebe er sich nicht einig; es gehöre auf Rang 5, nicht 7. Es habe sich einmal mehr gezeigt, dass das Akrobatische im Paarlauf viel zu gut bewertet werde. Das Schweizer Paar habe darauf verzichtet und die Erfahrung machen müssen, dass die Kanadier, die den tänzerischen Teil vernachlässigt haben, mit ihrer Akrobatik in die vorderen Ränge schlüpften.“